# 利德镇
利德镇（Lido Town），是印度阿萨姆邦Tinsukia县的一个城镇。总人口8572（2001年）。

## 人口
该地2001年总人口8572人，其中男性4475人，女性4097人；0—6岁人口839人，其中男425人，女414人；识字率71.17%，其中男性为77.27%，女性为64.51%。